# Derek King
Derek King (ur. 11 lutego 1967 w Hamilton) - były kanadyjski hokeista.

## Kariera klubowe
- Hamilton A's (1982-1984)
- Sault Ste. Marie Greyhounds (1984-1986)
- Oshawa Generals (1986-1987)
- New York Islanders (1987-1997)
  -  Springfield Indians (1987-1989)
- Hartford Whalers (1997)
- Toronto Maple Leafs (1997-1999)
- St. Louis Blues (1999)
- Grand Rapids Griffins (1999-2001)
- München Barons (2001-2002)
- Grand Rapids Griffins (2002-2004)

W latach 1986–2000 występował w lidze NHL na pozycji lewoskrzydłowego. Wybrany z numerem 13 w pierwszej rundzie draftu NHL w 1985 roku przez New York Islanders. Grał w drużynach: New York Islanders, Hartford Whalers, Toronto Maple Leafs oraz St. Louis Blues.
W sezonach zasadniczych NHL rozegrał łącznie 830 spotkań, w których strzelił 261 bramek oraz zaliczył 351 asyst. W klasyfikacji kanadyjskiej zdobył więc razem 612 punktów. 417 minut spędził na ławce kar. W play-off NHL brał udział 5-krotnie. Rozegrał w nich łącznie 47 spotkań, w których strzelił 4 bramki oraz zaliczył 17 asyst, co w klasyfikacji kanadyjskiej daje razem - 21 punktów. 24 minuty spędził na ławce kar.

## Sukcesy
Indywidualne
- Emms Family Award: 1985
- Lamoureux Trophy: 2001